# كوميديا الإحراج

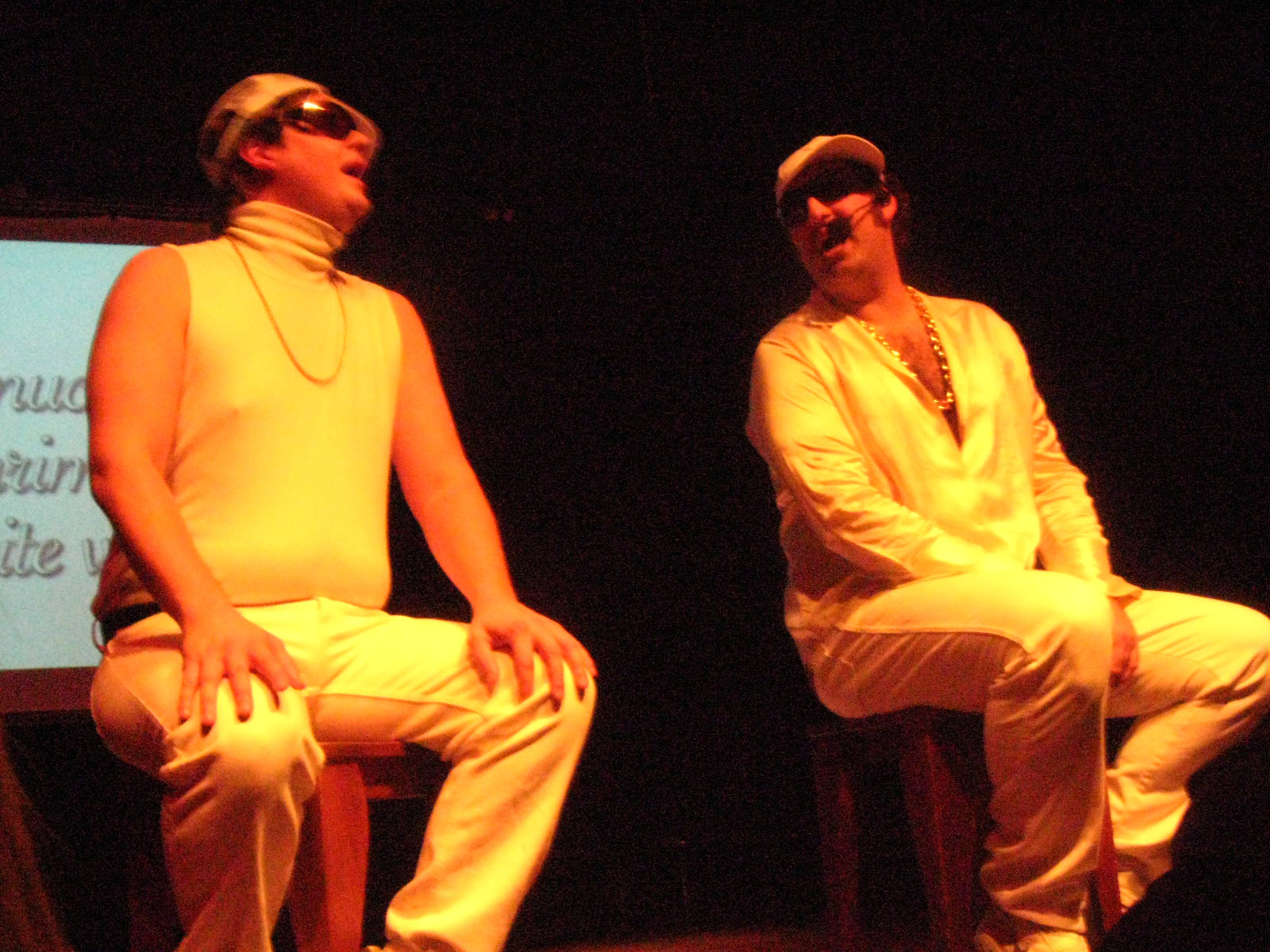
يُعرف الثنائي تيم وإيريك بروح الدعابة السريالية والمحرجة عمدًا.

كوميديا الإحراج أو ملهاة الإحراج هي نوع محدد من الكوميديا التي تستمد الفكاهة من الحرج الاجتماعي. غالبًا ما يكون للكوميديا جو من السخرية وتدور حول بيئة جادة ، مثل مكان العمل ، لإضفاء إحساس بالواقع على الكوميديا.
أبطال الرواية هم عادة أنانيون تجاوزوا حدود الصواب السياسي وكسروا الأعراف الاجتماعية .ثم تهاجم الكوميديا بطل الرواية من خلال عدم السماح لهم بإدراك وجهة نظرهم المتمحورة حول الذات ، أو بجعلهم غافلين عن انكماش الأنا الذي تتعامل معه الكوميديا. ومع ذلك ، في بعض الأحيان ، قد لا يعاني بطل الرواية غير المحبوب من أي عواقب ، مما ينتهك التوقعات الأخلاقية للناس ، كما أنه يجعل الجمهور ينزعج.

## نظرية
يشرح منظّر الفكاهة نويل كارول الفكاهة فيما يتعلق بنظرية التناقض والإزعاج:
«تخيل أدوات المائدة الموضوعة لعشاء رسمي . افترض أن شوكة السلطة في المكان الخطأ. إذا كنت من النوع الذي ينزعج من مثل هذه الانحرافات عن القاعدة ، فلن تكون قادرًا على إيجاد هذا مسليًا. من ناحية أخرى ، إذا كنت أكثر سهولة في التعامل مع مثل هذه الأمور وتدرك أيضًا التناقض ، فقد يثير ذلك ضحكة مكتومة. وهذا يعني أنك قد تجد الخطأ مسليًا أم لا. ولكن إذا وجدت أنها مسلية حقا، لا يمكن العثور عليه مزعج.»

## أمثلة
من مسلسلات ملهاة الإحراج:
- بورات
- I'm Alan Partridge
- ساينفيلد
- المكتب
- الحدائق والمنتزهات
- فيلادلفيا دائما مشمسة
- Mr. D
- لاري ساندريس شو
- اكبح حماسك[4]
- Friday Night Dinner
- حب
- عائلة بلوث
- Da Ali G Show
- Extras[4]
- Tim and Eric Awesome Show, Great Job!
- العودة
- Miranda
- People Just Do Nothing[5]
- مستر بين
- لوي[4]
- فتيات[4]
- ذا ميندي بروجيكت[1]
- The Inbetweeners[6]
- Peep Show[7]
- ذا آي تي كراود[8]
- نيثن من أجلك[9][4]
- آخر رجل على الأرض[10][4]
- حبيبة سابقة مجنونة[11][4]
- فليباغ[4]
- برنامج إيريك أندريه
- I Think You Should Leave
- كيمي شميت القوية[12]
- Impractical Jokers[13]
- ما هي أمريكا؟
- Chewing Gum
- نائبة الرئيس[14]
- PEN15
- Pure
- Jackass
- Review
- Plebs